# Середа, Иван Михайлович
Ива́н Миха́йлович Середа́ (25 апреля 1905, Великая Писаревка, Богодуховский уезд, Харьковская губерния, Российская империя — 14 июля 1941, Парипсы, Попельнянский район, Житомирская область, УССР, СССР) — комендант 1-го участка 94-го Сколенского пограничного отряда Украинского пограничного округа войск НКВД, капитан. Герой Советского Союза. Погиб в быстром, жестоком и неравном, но славном бою возле села Парипсы Попельнянского района Житомирской области, в составе отступающего на восток небольшого подразделения 94-го погранотряда войск НКВД. Среди его боевых товарищей, участников того же боя примечательна также история Николая Даниловича Синекопа, оставившего после себя предсмертную записку, что он погибнет, но не сдастся. По словам маршала Советского Союза И. Х. Баграмяна, соединение пограничных и внутренних войск, в составе которого Иван Михайлович Середа принял свой последний бой, играло важную роль, выигрывая драгоценное время для защитников Киева.

## Жизнеописание
Родился 25 апреля 1905 года в слободе Великая Писаревка, ныне посёлок городского типа Великописаревского района Сумской области, в крестьянской семье. Украинец. Член ВКП(б) с 1926 года. Окончил 4 класса начальной школы. С 1917 года работал коногоном шахты в Донбассе, затем стал слесарем.
В 1922 году добровольно вступил в Красную Армию и стал красноармейцем 2-го Червоно-Казачьего полка. Окончил 1-е Крымские кавалерийские курсы в 1923 году, назначен помощником командира взвода в том же полку. В 1927 году окончил Украинскую кавалерийскую школу имени С. М. Будённого. С 1927 года — в Пограничных войсках ОГПУ СССР, командир взвода маневренной группы 44-го пограничного отряда в погранвойсках в Средней Азии.
С 1930 года — начальник заставы, затем командир эскадрона в 41-м пограничном отряде. Затем служил в Закавказье и в Западной Украине: с 1931 — начальник заставы в 43-м пограничном отряде, с 1933 года — инструктор боевой подготовки 37-го пограничного отряда, с 1936 — командир дивизиона 20-го полка НКВД. В 1937 году по неясным причинам уволен из войск, работал начальником паспортного стола на станции Лозовая Харьковской области УССР, затем секретарём партийного бюро станции Лозовая. В 1939 году восстановлен в Пограничных войсках, назначен начальником штаба комендатуры 94-го Сколенского пограничного отряда, а с 1940 года — 1-й комендатуры этого отряда. В 1940 году за участие в разгроме шпионско-диверсионной банды награждён орденом «Знак Почёта».
Участник Великой Отечественной войны с июня 1941 года. Сражался на Юго-Западном фронте. Свой первый бой пограничники капитана И. М. Середы приняли ранним воскресным утром 22 июня 1941 года. Тот бой длился недолго. Приказ командования требовал: «При отходе всеми имеющимися силами и средствами сдерживать противника на каждом выгодном рубеже». Пограничники с боями отступали на восток, оставляя на своём пути сотни вражеских трупов, десятки сожжённых танков и бронетранспортёров. В первых числах июля обстановка в районе Житомира и Бердичева крайне осложнилась. Противник прорвал оборону, овладел Житомиром и Бердичевом. Дорога на Киев оказалась открытой. Пограничники получили приказ преградить путь врагу на Киев. К 13 июля 93-й и 94-й погранотряды сосредоточились в районе Попельни и заняли оборону. На рассвете 14 июля 1941 года возле села Голубятин немцы атаковали позиции пограничников. Разгорелся жаркий бой. Бойцы сражались отважно, но сил хватило ненадолго. Огонь пограничников слабел. Гитлеровцы вывели из строя пушки и танки. Обстановка осложнилась. 94-му погранотряду пришлось отступать на другой рубеж. Прикрыть их отход было поручено комендатуре, которой командовал капитан И. М. Середа. Зажатые с трёх сторон, пограничники приняли бой в открытом поле. Они забрасывали танки связками гранат, бутылками с горючей смесью, бились штыками, прикладами. Связной капитана при подходе танка поднял над головой бутылку с горючей смесью, но бросить не успел, пуля разбила бутылку, и жидкость облила пограничника. Загорелось обмундирование. И. М. Середа бросился на помощь, но связной выхватил из сумки вторую бутылку и, как живой факел, метнулся вперед. Сгорели оба — пограничник и танк. В ходе неравного боя капитан И. М. Середа был несколько раз ранен, однако поле боя не покинул. Под вечер над степью воцарилась тишина. Жители села потянулись на истоптанные поля, чтобы подобрать раненых, но издали заметили, как вражеские солдаты подходили к окровавленным бойцам и оставшихся в живых добивали. Крепкий, атлетического сложения капитан с орденом «Знак Почёта» на груди привлёк внимание немецкого офицера. Немец решил сорвать с него орден. Но едва он дотронулся до раненого, как тот сильным ударом отбросил его в сторону. Немец автоматной очередью расстрелял Ивана Михайловича Середу.
Среди тех, кто принимал участие в помощи погибшим и раненым в этом бою, сохранению имен участников боя, были две жительницы соседнего села Голубятин, Мария Кирилловна Лапий и Вера Лаврентьевна Лапий.
Указом Президиума Верховного Совета СССР от 8 мая 1965 года за образцовое выполнение заданий командования в борьбе с немецкими захватчиками и проявленные при этом мужество и героизм, капитану Середе Ивану Михайловичу присвоено звание Героя Советского Союза.

## Память
С 1968 по 1991 г. имя Середы носило село Волчье в Турковском районе Львовской области Украины.